# Willem Smalt (schrijver)
Willem Smalt (Rotterdam, 19 september 1853 – Rotterdam, 18 juni 1915) was een Nederlands schrijver en journalist.
Hij was zoon van Hermina Francine Maria van Hengelaar en graanhandelaar Johannes Reinier Smalt, tevens promotor van klassieke muziek in Rotterdam. Hijzelf trouwde met Anna Catharina Koch. Zoon Willem Smalt was musicus, ook kleinkinderen belanden in de muziekwereld.
Smalt werd opgeleid tot notaris en werkte ook enige tijd als zodanig. Hij ging vervolgens in de handel, hij was onder meer handelaar in kaas. Wellicht onder invloed van zijn vader raakte hij betrokken bij de klassieke muziek. Zo schreef hij het libretto bij opera Imilda (1884) van Theodoor Verhey. In 1885 werd hij ook muziekcriticus bij het Rotterdamsch Nieuwsblad; een functie die hij tot 1902 kon aanhouden. Hij schreef voor dat blad ook recensies over beeldende kunst (1886-1894). Zijn kritische pen leverde hem diverse aanvaringen op en leidde uiteindelijk tot zijn ontslag.
Die kritische noot vertaalde zich tevens tot oprichting van het ironisch tijdschrift Abraham Prikkie’s Op- en aanmerkingen, waarvoor hij zelf schreef. Het blad bestond tussen 1891 en 1896 (dus tijdens zijn journalistenleven). Met tekenaar Jan Linse vulde hij het blad met schrijfsels tussen Bram Prikkie en tante Lien, waarin de recente gebeurtenissen en roddels werden aangestipt.
Het eerder genoemd jaar 1902 betekende een keerpunt; hij verliet gedesillusioneerd de schrijverswereld en trok zich terug. Hij stierf in armoe. Bij zijn overlijden in 1915 werd genoemd blad in De Telegraaf nog steeds herinnerd als “een der beste satirische, fijn geestige periodieken” genoemd; helemaal neutraal was het blad niet; hij had ook voor dat blad geschreven.
- Biografisch Portaal: 31208969
- Gemeinsame Normdatei: 1330465164
- Nederlandse Thesaurus van Auteursnamen: 125199570
- Virtual International Authority File: 313036910